# Die Geschichte vom Saffianschuh
Die Geschichte vom Saffianschuh (Originaltitel: Historia żółtej ciżemki) ist ein polnischer Kinderfilm von Sylwester Chęciński aus dem Jahr 1961. Er basiert auf einer Geschichte von Antonina Domańska.

## Handlung
Der Film spielt im Polen der zweiten Hälfte des 15. Jahrhunderts. Der Waisenjunge Wawrzek muss bei einem Bauern Kühe hüten, um sich seinen Lebensunterhalt zu verdienen. Daneben frönt er seiner Leidenschaft, dem Schnitzen von Holzfiguren. Eines Tages schließt sich Wawrzek mit seinem Hund einer Gruppe von Gauklern an, um mit ihnen nach Krakau zu ziehen. Auf der Reise stellt er außerdem den Dieb Rafal.
In der Stadt angekommen lernt der Junge den Altarschnitzer Veit Stoß kennen und wird von ihm in die Lehre genommen. Später darf er an der Seite des Meisters am Marienaltar mitarbeiten und bekommt von König Kasimir als Belohnung für seinen Fleiß ein Paar gelbe Saffianschuhe. Rafals Versuch, sich an Wawrzek zu rächen, scheitert und er wird festgenommen. Als der Junge kurz vor Enthüllung des Altars noch eine Ergänzung anbringen möchte, fällt ihm jedoch einer seiner Schuhe hinter das Bauwerk. Wawrzek ist zutiefst traurig, aber der Meister tröstet ihn.
Die letzte Einstellung, in der Gegenwart angesiedelt, zeigt einen Jungen, der sich den Marienaltar betrachtet. Als er allerdings nach dem sagenumwobenen Schuh fragt, der angeblich bei Restaurationsarbeiten gefunden wurde, erfährt er, dass dieser nicht existiert.

## Entstehung und Veröffentlichungen
Der Film entstand komplett in Studiokulissen, mit Ausnahme der letzten Szene, die in der Krakauer Marienkirche gedreht wurde. Aufnahmen einzelner Altarbestandteile sind aber bereits in früheren Einstellungen zu sehen. Der Film lief kurz vor Jahresende 1961 erstmals in Polen an, 1963 folgte die Veröffentlichung in der DDR. Im Fernsehen der BRD war er unter dem Titel Die goldene Stiefelette zu sehen.
Für die Synchronisation in der DDR zeichnete das entsprechende DEFA-Studio unter der Regie von Johann Simeth verantwortlich. Die Dialoge stammten von Harald Thiemann, der Schnitt oblag Renate Witt und der Ton Heinrich Graeve und Fritz Klenke. Als Sprecher fungierten u. a. Erhard Köster, Uwe-Detlev Jessen, Ralph J. Boettner, Karl Heinz Oppel, Paula Ronay, Ursula Schucht und Bruno Carstens.
Icestorm Entertainment publizierte die deutschsprachige Fassung auf DVD.

## Kritik
- „In Legendenform erzählter Film, voller Spannung und Poesie.“[1]